# 杜鳳治
杜鳳治（1814年6月11日—1883年4月4日），字平叔，号后山，浙江绍兴府山阴县长塘人，清朝政治人物，举人出身，以《杜鳳治日記》傳世。《杜鳳治日記》是研究清朝末年官場的重要文獻。

## 生平
杜凤治家中不乏为官者，礼部侍郎杜联为其族親，杜鳳治早年曾在杜聯門下讀書。浏阳知县杜金鉴是其伯父。凤治年幼时随父亲杜清鉴在伯父宦游的湖南。
1843年，杜凤治考上道光癸卯顺天乡试副贡，1844年考取道光甲辰恩科举人功名。1847年会试报罢后，由于父丧和太平天国之亂，杜凤治没能再度参加会试，此后也没有获得进士。
通过大挑制度，他前后三十多次参加挑选举人为知县的面试，都没有中。当时，举人通过碰运气获得知县补缺的概率十分低，即使是进士也可能要等候多年。
杜凤治于是放弃了候选资格，向朝廷捐款以加快补缺程序，终于在同治五年凭得到广东广宁县知县的职位。
同治五年(1866年)，任廣東廣寧知縣。廣東學政杜聯為其族親，對杜鳳治多有關照。當時兩廣總督為瑞麟。
同治七年(1868年)，平調廣東四會知縣。
同治八年(1869年)，委派廣東潮陽縣催徵。
同治九年(1870年)，委派廣東鄉試外簾官。差後二度回任廣寧知縣。
同治十年（1871年），升任清朝廣東第一首縣廣州府南海縣知縣。后由葉大同接任。第二首縣為番禹。
同治十三年(1874年)，升任署理廣東直隸州羅定州知州。英翰接替瑞麟成為兩廣總督。
光緒元年(1875年)9月，劉坤一接替英翰，成為兩廣總督。
光緒二年(1876年)，回任廣東南海縣知縣。
光緒四年(1878年)，因與總督劉坤一不睦，無法補實知州，署理剛發生土匪搶劫的廣東佛岡廳同知。染瘧疾後二次署理羅定州知州。
光緒五年(1879年)，遭總督劉坤一撤職，回省城候缺。
光緒六年(1880年)三月，上稟請求退休。
從<杜鳳治日記>可看出杜品行端正，對朋友、同僚、下人極富人情味。好學，喜讀史書。有時官威大發，審疑案時會用酷刑。